# Catedral de Nuestra Señora Reina (Braganza)
La Catedral de Nuestra Señora Reina o simplemente Nueva Catedral de Braganza (en portugués: Sé Catedral de Bragança; Nova Catedral de Nossa Senhora Rainha) Es un edificio religioso de la Iglesia católica que sirve como el asiento de la diócesis de Braganza-Miranda en el noreste del país europeo de Portugal. El templo fue inaugurado el 7 de octubre de 2001, por lo que se convirtió en la primera catedral portuguesa construida en el siglo XXI. Fue diseñada por el arquitecto Rosa Vassal en un espacio total de 10 000 metros cuadrados.
La catedral fue consagrada a la Virgen por el obispo Antonio Rafael.